# Fermbet
Fermbet – polski system konstrukcyjno-montażowy żelbetowych budynków inwentarskich stosowany w latach 70. i 80. XX wieku.

## Konstrukcja
System został stworzony przez przedsiębiorstwo Bisprol w oparciu o dokumentację typową nr WB-44l3l73l1, zasadniczo z przeznaczeniem dla tuczu młodego bydła opasowego. Rozpiętości budynków w ramach systemu wynosiła: 12,6, 16,6, 18 i 19,5 metra.
System zakładał pełną prefabrykację elementów nośnych budynków i obudowy. Konstrukcja nośna wznoszona była w układzie słupowo-ryglowym (słupy żelbetowe utwierdzone w części dolnej, przegubowo łączone z ryglami, które skonstruowano z żelbetowych dźwigarów kratowych i ściągu stalowego). Jako elementy nośne przekrycia dachowego stosowano płatwie żelbetowe. Zarówno pokrycie dachu, jak i stropy podwieszane wykonywano z falistych płyt azbestowo-cementowych ocieplanych wełną mineralną albo styropianem. Ściany zewnętrzne stanowiły warstwowe, prefabrykowane płyty typu WPS z okładzinami żelbetowymi i siedmiocentymetrowym rdzeniem styropianowym.

## Użytkowanie
Konstrukcja budynków powinna zapewniać odpowiednią dla zwierząt temperaturę wewnątrz (np. dla obór wolnostanowiskowych 6°C, a dla chlewni loch z prosiętami 18°C). Mimo znacznego rozpowszechnienia konstrukcji w Polsce, w opinii użytkowników posiadała ona pewne mankamenty techniczne i technologiczne, m.in. mały stopień autonomii cieplnej pomieszczeń od warunków zewnętrznych, jak również wilgotność znacznie przekraczającą ówczesne normy RWPG. Znacznie zawyżona była również zawartość dwutlenku węgla w powietrzu. Niekorzystne wskaźniki termiczno-wilgotnościowe i mikroklimatyczne wpływały ujemnie na termoregulację u zwierząt, jak również na ich procesy metaboliczne, co w konserwacji prowadziło do niesatysfakcjonującego wykorzystania paszy, a tym samym do pogorszenia się stanu zdrowia i produkcyjności zwierząt hodowlanych.